# Amatersko prvenstvo Francije 1958
Amatersko prvenstvo Francije 1958 v tenisu.

## Moški posamično
Mervyn Rose :  Luis Ayala  6-3, 6-4, 6-4

## Ženske posamično
Zsuzsi Körmöczy :  Shirley Bloomer  6-4, 1-6, 6-2

## Moške dvojice
Ashley Cooper /  Neale Fraser :  Bob Howe /  Abe Segal  3–6, 8–6, 6–3, 7–5

## Ženske dvojice
Rosie Reyes /  Yola Ramírez :  Mary Bevis Hawton /  Thelma Coyne Long 6–4, 7–5

## Mešane dvojice
Shirley Bloomer /  Nicola Pietrangeli :   Lorraine Coghlan /  Bob Howe  8–6, 6–2